# کارگی
کارگی (به ترکی استانبولی: Kargı) یک منطقهٔ مسکونی در ترکیه است که در استان چوروم واقع شده‌است. کارگی ۴۰۰ متر بالاتر از سطح دریا واقع شده‌است.